# Qingqi
Jinan Qingqi Motorcycle CO., LTD.  — китайська промислова компанія, виробник мототехніки.
Компанія заснована 1956 року, один із перших виробників мототехніки в КНР. Було виготовлено перший китайський мотоцикл для цивільного використання - Type 15.
З 1985 року почала тісно співпрацювати з японською компанією Suzuki. На підприємство було здійснено постачання японського обладнання та технологій. В свою чергу, Qingqi почало виготовлення двигунів та мототехніки для японського концерну.
Продукція — мотоцикли, скутери, мопеди, електрогенератори, запчастини для мототехніки.
Продукція (Мотоцикли, скутери) Qingqi експортується до багатьох країн світу, де відома під різними торговими марками, зокрема до США (Sundown), Бразилії (Qlink), Росії (Балтмоторс).
До України продукція компанії постачається під торговою маркою Skymoto.